# جابرسفلي (مقاطعة غيلانغرب)
جابرسفلي (بالفارسية: جآبر سفلی) هي قرية تقع في منطقة مركزية ريفية في إيران. يقدر عدد سكانها بـ 20 نسمة .